# Hermine

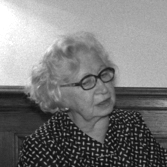
Hermine "Miep" Gies

Hermine är ett tyskt kvinnonamn som är bildat av det forntyska ordet irmin som betyder mäktig, stark.
Den 31 december 2014 fanns det totalt 657 kvinnor folkbokförda i Sverige med namnet Hermine, varav 150 bar det som tilltalsnamn.
Namnsdag: 12 juli

## Personer med namnet Hermine
- Hermine av Anhalt-Bernburg-Schaumburg-Hoym (1797–1817), österrikisk ärkehertiginna och ungersk vicedrottning
- Hermine av Reuss-Greiz (1887–1947), tysk furstinna
- Hermine Coyet Ohlén, svensk journalist
- Hermine Dahlerus, svensk innebandyspelare
- Hermine "Miep" Gies, en av de som gömde Anne Frank och hennes familj
- Hermine Keller, svensk skulptör
- Hermine Schröder (1911–1978), tysk friidrottare, guldmedaljör vid Europamästerskapen i friidrott 1938
- Hermine Stilke, tysk konstnär
- Hermine av Schönaich-Carolath (1887-1947), född prinsessa av Reuss (1887–1947), gift 1922 med Wilhelm II av Tyskland

## Fiktiva personer med namnet Hermine
- Hermine omnämns i Molières Tartuffe
- Hermine i Stäppvargen av Herman Hesse